# 上万站
上万站是京原铁路上的一个铁路车站，该站位于中国北京市房山区青龙湖镇上万村，车站中心里程为K18+871，建于1969年。现为中国铁路北京局集团有限公司北京西车务段管理的一座四等站。车站规模2台3线，仅保留会让及乘降功能，有1对旅客列车停靠。
客运仅办理旅客乘降、行李、樂器物品及包裹托运，货运仅办理整车、不含危险品及零担货物發到。

## 临近车站
大灰厂站在京原铁路上行距大灰厂站8.708Km，下行距南观村站8.844Km。在京原-丰沙-永丰铁路上行距北京站43Km，在京原铁路下行距原平站400Km。